# Voǵani
Voǵani (en macédonien Воѓани) est un village du sud-ouest de la Macédoine du Nord, situé dans la municipalité de Krivogachtani. Le village comptait 454 habitants en 2002.

## Démographie
Lors du recensement de 2002, le village comptait :
- Macédoniens : 452
- Serbes : 1
- Autres : 1